# Anna Panas
Anna Panas (ur. 18 lutego 1941 w Żytyniu Wielkim) – polska piosenkarka jazzowa, bluesowa i popowa, kompozytorka, a także autorka tekstów.

## Życiorys
Pochodzi z rodziny o tradycjach muzycznych. Ojciec był multiinstrumentalistą i kapelmistrzem w orkiestrze wojskowej, matka zaś chórzystką w filharmonii i w kościele. Karierę rozpoczynała jako sportsmenka (trenowała siatkówkę). Jako wokalistka zadebiutowała w 1957 w opolskim MDK, wygrywając konkurs Szukamy młodych talentów. Jej siostra Ewa zaśpiewała podczas eliminacji do koncertu „Mikrofon dla wszystkich” w ramach IV KFPP w Opolu piosenkę jej autorstwa pt. „Co za radość żyć”. W latach 1964–1973 Anna i Ewa występowały i nagrywały wspólnie jako Siostry Panas (grupę pomógł wypromować Witold Pograniczny), którym w latach 60. (w studiu i na scenie) towarzyszył zespół Tajfuny. W nagraniach towarzyszyły im także: zespół rozrywkowy opolskiej rozgłośni Polskiego Radia pod kierunkiem Edwarda Spyrki i zespół instrumentalny Krzysztofa Sadowskiego. W ciągu swojej długoletniej kariery piosenkarka wystąpiła na Krajowym Festiwalu Piosenki Polskiej w Opolu siedem razy. W 1975 już jako indywidualna wokalistka przygotowała recital (koncert odbył się w Klubie Związków Twórczych przy pełnej sali), który był jedną z imprez towarzyszących XIII Krajowemu Festiwalowi Piosenki Polskiej w Opolu. W efekcie została zaproszona przez Janusza Rzeszewskiego do udziału w koncercie „Mikrofon i Ekran”. Po rozpoczęciu kariery solowej współpracowała z różnymi zespołami i artystami (m.in. z Blues Fellows, Prowizorką, Januszem Stroblem i Henrykiem Miśkiewiczem). Brała udział w krajowych i zagranicznych festiwalach jazzowych (Warszawa, Berlin, Drezno), często występowała w klubach w Niemczech, Holandii, Norwegii i Szwajcarii.
Pierwszą płytę, Zwykły dzień, nagrała w 1995 przy udziale tria Andrzeja Jagodzińskiego. Drugi album, Pod każdym adresem, wydała w 2000.